# 穆尔帕克 (加利福尼亚州)
穆尔帕克（英文：Moorpark），是美国加利福尼亚州文图拉县下属的一座城市。建市于1983年7月1日，面积 大约为12.58平方英里 (32.6平方公里)。根据2010年美国人口普查，该市有人口34,421人。